# Manuel García Rejón
Manuel María Juan Nepomuceno De La Santísima Trinidad García Rejón Mazó, mejor conocido simplemente como Manuel García Rejón (Campeche, Capitanía General de Yucatán, Nueva España; 16 de mayo de 1819 - Matamoros, Tamaulipas; 28 de abril de 1864) fue un abogado, político y escritor mexicano, que fungió como secretario general de gobierno de Nuevo León en el gobierno de Santiago Vidaurri, siendo uno de sus más cercanos colaboradores. Lo siguió a todas partes, incluso cuando aquel se había unido al imperio. Al final fue fusilado por órdenes del general Juan Cortina.

## Carrera política

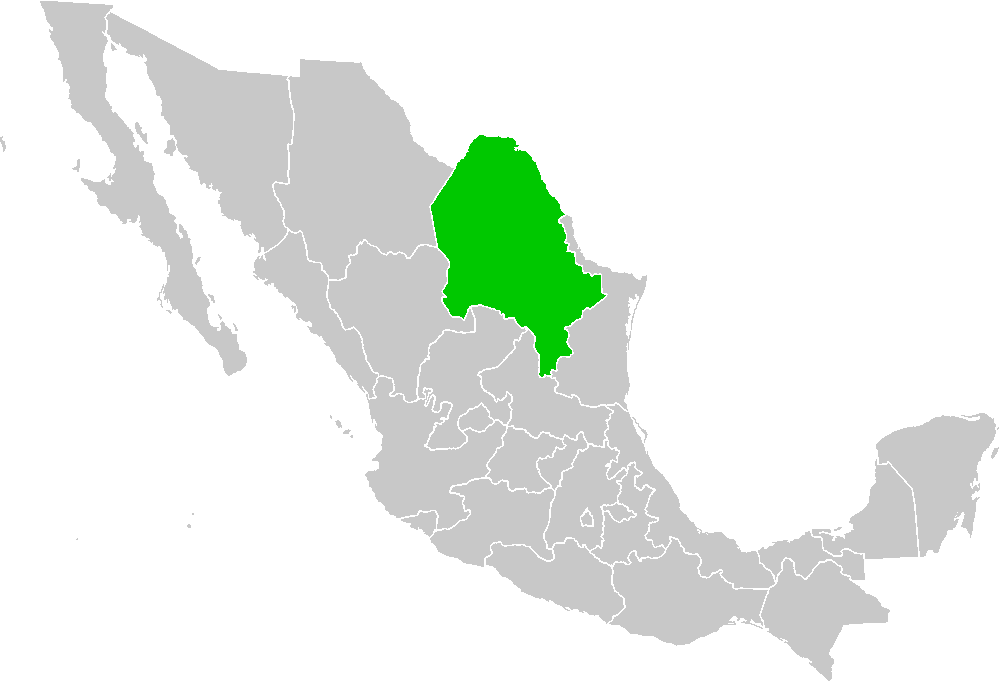
García Rejón fue gran promotor de la unión de Nuevo León y Coahuila

Nació en la ciudad de Campeche, en la Capitanía General de Yucatán (hoy estado de Campeche), el 16 de mayo de 1819 siendo el menor de los hijos de Don José Joaquín García Rejón y de Doña María Bernarda Mazó, ambos originarios de Yucatán. Fue enviado a la Ciudad de México a realizar estudios de preparatoria y jurisprudencia hasta obtener el título de abogado. Allá mismo se casó con doña María Mercedes Piñón, con quien tuvo 4 hijos.
Fue nombrado promotor fiscal del Juzgado de Distrito el 1 de febrero de 1850, ejerciendo la jurisdicción comprendida por los estados de Nuevo León, Coahuila y Tamaulipas, con sede en Monterrey. Suspendido por el gobierno de Santa Anna, en 1855 fue restituido en el cargo. En México había hecho campaña escribiendo en El Monitor y en otros periódicos a favor del gobernador Santiago Vidaurri y en contra del clero. 
Constantemente le escribía a Vidaurri conminándole a unirse con Tamaulipas y Coahuila para poder triunfar en contra del despotismo de Santa Anna: "El terreno político está demasiado fangoso y para dar un paso se necesita afirmar bien el pie, para no hundirse". Deseó formar parte de la comisión que encabezaba Ignacio Ramírez para entrevistar a Vidaurri. Logró volver a Monterrey en 1856, y fue nombrado secretario general de gobierno, llegando a tener un gran influjo en la política de Santiago Vidaurri.
Al caer Vidaurri en 1859 por la ocupación del estado por Aramberri, García Rejón salió también a las ciudades fronterizas y al sur de Texas, pero volvió en 1860 cuando el Lic. Domingo Martínez se hizo cargo del gobierno. Con motivo de la muerte del general Juan Zuazua, García Rejón hizo prudentes sugestiones a Vidaurri.

## Actividades periodísticas
García Rejón fue director y redactor del Boletín Oficial donde escribió candentes artículos liberales. En 1863 publicó La Revista de Nuevo León y Coahuila, en cuadernos de más o menos 100 hojas cada uno, con "literatura de entretenimiento", pero con abundantes documentos de carácter histórico regional.
Publicó los documentos de la fundación de Monterrey, los de Montemorelos y los de Cadereyta Jiménez, en folletos especiales. Lamentablemente los documentos los dio originales a Agustín Quintero, emisario separatista de los Estados Unidos, así como uno de los manuscritos de la Crónica de Alonso de León. De la Revista... se conservan ejemplares en la Biblioteca del Tecnológico de Monterrey y en la de la Universidad de Texas, en Austin.

## Muerte
Manuel García Rejón murió fusilado en Matamoros, Tamaulipas, el 28 de abril de 1864, tras ser capturado por el general Juan Cortina. En el Archivo Municipal de Monterrey (Civil Vol. 299, exp. 7) hay una causa promovida por doña María Mercedes Piñón, su viuda, sobre sus propiedades en esa ciudad, y en el Archivo General del Estado existe su correspondencia con Vidaurri (Exp. 194).